# Томер Хемед
Томер Хемед (івр. תומר חמד; нар. 2 травня 1987, Хайфа) — ізраїльський футболіст, нападник.
Виступав, зокрема, за клуби «Хапоель» (Беер-Шева), «Маккабі» (Хайфа) та «Мальорка», а також національну збірну Ізраїлю.

## Родина
Його батько має сефардське єврейське походження, а мама єврейка з польським корінням сім'я якої є нащадками ашкеназі. Тож Томер без проблем отримав польський паспорт, що полегшило його перехід до європейських ліг. Він наймолодший із чотирьох братів.

## Клубна кар'єра
У дорослому футболі дебютував 2005 року виступами за команду клубу «Маккабі» (Хайфа), в якій провів три сезони, взявши участь у 18 матчах чемпіонату. 
Згодом з 2008 по 2010 рік грав (на правах оренди) у складі команд клубів «Маккабі» (Герцлія), «Бней-Єгуда», «Маккабі Ахі».
На один сезон 2010/11 повернувся до складу «Маккабі» (Хайфа), провів 31 матч.
Своєю грою за останню команду привернув увагу представників тренерського штабу клубу «Мальорка», до складу якого приєднався 2011 року. Відіграв за клуб з Балеарських островів наступні три сезони своєї ігрової кар'єри. Більшість часу, проведеного у складі «Мальорки», був основним гравцем атакувальної ланки команди.
Протягом 2014—2015 років захищав кольори команди клубу «Альмерія».
До складу клубу «Брайтон енд Гоув» приєднався 2015 року. 16 листопада 2017 року Хемед продовжив контракт з «Брайтоном» до літа 2019 року, відігравши за клуб з Брайтона чотири сезони та відповідно 97 матчів в національному чемпіонаті. Один сезон на правах оренди Хемед провів у складі «Квінз Парк Рейнджерс».
19 серпня 2019 року Томер підписав однорічний контракт з клубом «Чарльтон Атлетік».
30 листопада 2020 року Хемед уклав однорічну угоду з новозеландським клубом «Веллінгтон Фенікс».
11 липня 2021 року Томер перейшов до австралійського клубу «Вестерн Сідней Вондерерз».
Влітку повернувся на батьківщину, де два роки захищав кольори команди «Хапоель» (Беер-Шева).
Завершив свою ігрову кар'єру в 2024 році, відігравши десять матчів у складі свого першого клубу «Маккабі» (Хайфа).

## Виступи за збірні
2003 року дебютував у складі юнацької збірної Ізраїлю, відіграв 41 матч на юнацькому рівні, відзначившись 2 забитими голами.
Протягом 2006–2008 років залучався до складу молодіжної збірної Ізраїлю. На молодіжному рівні зіграв у 3 офіційних матчах.
2011 року дебютував в офіційних матчах у складі національної збірної Ізраїлю. Провів у формі головної команди країни 37 матчів, забивши 17 голів.
| Дата       | Місто              | Господарі          | Результат | Гості              | Турнір                             | Голи | Примітки |
| ---------- | ------------------ | ------------------ | --------- | ------------------ | ---------------------------------- | ---- | -------- |
| 4-6-2011   | Рига               | Латвія             | 1 – 2     | Ізраїль            | Відбір до ЧЄ 2012                  | -    |          |
| 10-8-2011  | Лансі              | Кот-д'Івуар        | 4 – 3     | Ізраїль            | товариський матч                   | -    | 69'      |
| 2-9-2011   | Рамат-Ган          | Ізраїль            | 0 – 1     | Греція             | Відбір до ЧЄ 2012                  | -    | 55'      |
| 6-9-2011   | Загреб             | Хорватія           | 3 – 1     | Ізраїль            | Відбір до ЧЄ 2012                  | 1    |          |
| 11-10-2011 | Та-Калі            | Мальта             | 0 – 2     | Ізраїль            | Відбір до ЧЄ 2012                  | -    |          |
| 29-2-2012  | Петах-Тіква        | Ізраїль            | 2 – 3     | Україна            | товариський матч                   | 1    | 46'      |
| 26-5-2012  | Грац               | Чехія              | 2 – 1     | Ізраїль            | товариський матч                   | -    | 74'      |
| 15-8-2012  | Будапешт           | Угорщина           | 1 – 1     | Ізраїль            | товариський матч                   | 1    | 67'      |
| 7-9-2012   | Баку               | Азербайджан        | 1 – 1     | Ізраїль            | Відбір до ЧС 2014                  | -    | 16' 67'  |
| 12-10-2012 | Люксембург (місто) | Люксембург         | 0 – 6     | Ізраїль            | Відбір до ЧС 2014                  | 3    |          |
| 16-10-2012 | Рамат-Ган          | Ізраїль            | 3 – 0     | Люксембург         | Відбір до ЧС 2014                  | 2    |          |
| 14-11-2012 | Рамат-Ган          | Ізраїль            | 1 – 2     | Білорусь           | товариський матч                   | -    | 67'      |
| 6-2-2013   | Нетанья            | Ізраїль            | 2 – 1     | Фінляндія          | товариський матч                   | -    | 61'      |
| 22-3-2013  | Рамат-Ган          | Ізраїль            | 3 – 3     | Португалія         | Відбір до ЧС 2014                  | 1    | 44' 64'  |
| 13-10-2014 | Андорра-ла-Велья   | Андорра            | 1 – 4     | Ізраїль            | Відбір до ЧЄ 2016                  | 1    | 84'      |
| 28-3-2015  | Хайфа              | Ізраїль            | 0 – 3     | Уельс              | Відбір до ЧЄ 2016                  | -    | 43'      |
| 31-3-2015  | Єрусалим           | Ізраїль            | 0 – 1     | Бельгія            | Відбір до ЧЄ 2016                  | -    | 46'      |
| 3-9-2015   | Хайфа              | Ізраїль            | 4 – 0     | Андорра            | Відбір до ЧЄ 2016                  | 1    | 46' 75'  |
| 6-9-2015   | Кардіфф            | Уельс              | 0 – 0     | Ізраїль            | Відбір до ЧЄ 2016                  | -    | 46'      |
| 10-10-2015 | Єрусалим           | Ізраїль            | 1 – 2     | Кіпр               | Відбір до ЧЄ 2016                  | -    | 65'      |
| 13-10-2015 | Брюссель           | Бельгія            | 3 – 1     | Ізраїль            | Відбір до ЧЄ 2016                  | 1    |          |
| 23-3-2016  | Осієк              | Хорватія           | 2 – 0     | Ізраїль            | товариський матч                   | -    | 76'      |
| 05-09-2016 | Хайфа              | Ізраїль            | 1 – 3     | Італія             | Відбір до ЧС 2018                  | -    |          |
| 06-10-2016 | Скоп'є             | Північна Македонія | 1 – 2     | Ізраїль            | Відбір до ЧС 2018                  | 1    | 76'      |
| 09-10-2016 | Єрусалим           | Ізраїль            | 2 – 1     | Ліхтенштейн        | Відбір до ЧС 2018                  | 2    | 75'      |
| 12-11-2016 | Ельбасан           | Албанія            | 0 – 3     | Ізраїль            | Відбір до ЧС 2018                  | -    | 70'      |
| 24-3-2017  | Хіхон              | Іспанія            | 4 – 1     | Ізраїль            | Відбір до ЧС 2018                  | -    | 64'      |
| 2-9-2017   | Хайфа              | Ізраїль            | 0 – 1     | Македонія          | Відбір до ЧС 2018                  | -    | 46'      |
| 6-10-2017  | Вадуц              | Ліхтенштейн        | 0 – 1     | Ізраїль            | Відбір до ЧС 2018                  | -    |          |
| 9-10-2017  | Єрусалим           | Ізраїль            | 0 – 1     | Іспанія            | Відбір до ЧС 2018                  | -    |          |
| 24-3-2018  | Нетанья            | Ізраїль            | 1 – 2     | Румунія            | товариський матч                   | 1    | 61'      |
| 7-9-2018   | Ельбасан           | Албанія            | 1 – 0     | Ізраїль            | Ліга націй УЄФА 2018-2019 - 1º тур | -    | 47'      |
| 11-9-2018  | Белфаст            | Північна Ірландія  | 3 – 0     | Ізраїль            | товариський матч                   | -    | 59'      |
| 14-10-2018 | Беер-Шева          | Ізраїль            | 2 – 0     | Албанія            | Ліга націй УЄФА 2018-2019 - 1º тур | -    | 66'      |
| 20-11-2018 | Глазго             | Шотландія          | 3 – 2     | Ізраїль            | Ліга націй УЄФА 2018-2019 - 1º тур | -    | 85'      |
| 24-3-2019  | Хайфа              | Ізраїль            | 4 – 2     | Австрія            | Відбір до ЧЄ 2020                  | -    | 80'      |
| 5-9-2019   | Беер-Шева          | Ізраїль            | 1 – 1     | Північна Македонія | Відбір до ЧЄ 2020                  | -    | 75'      |
| Усього     |                    | Матчів             | 37        |                    | Голів                              | 17   |          |

## Досягнення
- Чемпіон Ізраїлю (2):

Маккабі (Хайфа): 2005-06, 2010-11
- Володар Кубка Тото (1):

Маккабі (Хайфа): 2005-06
- Володар Суперкубка Ізраїлю (1):

«Хапоель» (Беер-Шева): 2022